# Hiltrud Strasser
Hiltrud Strasser (Dr. med. vet.) is een Duitse dierenarts, die zich in de loop van de jaren heeft toegelegd op het ontwikkelen van een visie op levensomstandigheden van paarden en alternatieve bekapmethodes van hoeven als onderdeel van de hoefverzorging met als doel een zo lang en gezond mogelijk leven voor paarden. Haar achternaam is nu bekend geworden door de bekapmethode die zij heeft ontwikkeld: 'Strasser' of 'Strasserbekapping'.
Haar bekapmethode is omstreden en wetenschappelijk (nog) niet erkend. Echter de traditionele methode van bekappen en beslaan berust op lange tradities afkomstig uit de middeleeuwen en is volgens sommigen niet voldoende gebaseerd op resultaten uit wetenschappelijk onderzoek.
De Strassermethode gaat uit van de onbeslagen hoef en het paard dat zo natuurlijk mogelijk wordt gehouden: omstandigheden die zo veel mogelijk aansluiten bij de natuurlijke behoeften van het paard zoals die evolutionair bepaald zijn. Op die manier worden gezondheidsproblemen en kreupelheden voorkomen én genezen. Hoefproblemen worden volgens Hiltrud Strasser vaak veroorzaakt door slechte levensomstandigheden.

## Gezondheid en omgeving
Er zijn grote verschillen tussen de traditionele opstalling van paarden en de natuurlijke omgeving van paarden:
|                                    | Natuurlijke omgeving                             | Traditionele opstalling                                        |
| ---------------------------------- | ------------------------------------------------ | -------------------------------------------------------------- |
| Omgevingstemperatuur               | Fluctueert constant                              | Verandert plotseling                                           |
| Beweging                           | Continu                                          | Beperkt (te kort, niet vaak genoeg en onnatuurlijk)            |
| Voeding                            | Ruwvoer vrijwel onbeperkt                        | ‘maaltijden’ gevolgd door perioden met afwezigheid van voedsel |
| Lichaamshouding                    | Hoofd laag                                       | Hoofd hoog (over boxdeur, bij ruif en voerbak op tafelhoogte)  |
| Contact hoeven met water           | Dagelijks                                        | Zelden                                                         |
| Vet of olie op de hoef             | Nooit                                            | Algemeen toegepast                                             |
| Rustplaatsen                       | In de open ruimte                                | In besloten ruimte                                             |
| Ondergrond voor hoeven             | Hard en onregelmatig                             | Zacht (stro, bakbodems) en vlak                                |
| Sociaal contact met andere paarden | Continu                                          | Beperkt                                                        |
| ‘Bescherming’                      | Geen behalve opgedroogde modder (insectenwerend) | Hoefijzers, bandages, dekens, oornetjes etc                    |

(H. Strasser 2000)

### Omgevingstemperatuur
Wilde paarden overal ter wereld, in koude en warme streken, worden hun hele leven blootgesteld aan weer, wind, zon, storm en schommelende temperaturen. Toch zoeken de dieren geen afgesloten plaatsen op als beschutting, enkel struikgewas of groepen bomen. Het paard kan zijn lichaamstemperatuur onder al die omstandigheden handhaven op 38 graden.
1. Vacht: de vacht die zich tweemaal per jaar vernieuwt, past zich aan de verschillende basistemperatuur per seizoen aan. Ook kan het paard door kleine spiervezels die met de haarschachten verbonden zijn de haren oprichten of platleggen. Door het omhoogzetten van de haren kan een paard lucht vasthouden tussen de haren, dit werkt als een extra isolatielaag (vgl. dubbel glas)
2. Aders: (Slag)aders kunnen uitzetten, waardoor het bloed dichter naar het huidoppervlak gebracht wordt, waar het bloed zich kan afkoelen aan de buitenlucht.
3. Zweten: het paard is een van de weinige zoogdieren dat via de huid kan zweten. Zweet dat verdampt, koelt de huid af.

Paarden die in stallen worden gehouden, ondervinden abrupte temperatuurveranderingen. Bijvoorbeeld in de winter: als het op stal 20 graden is en er wordt een buitenrit gemaakt op een koude winterdag met -2 graden. Als het paard buiten de stal komt ervaart het paard een temperatuurverschil van 20 graden binnen enkele seconden. Hoewel in de natuur ook extreme schommelingen voorkomen (woestijn ’s nachts vorst en overdag 40 graden) verloopt dat vele malen geleidelijker.
Knippen en scheren is volgens Strasser niet alleen onnodig, maar ook nadelig: een geschoren vacht is veel minder effectief en in een korte vacht kan een paard minder lucht vasthouden als het de haren rechtop zet bij kou. Het meest verraderlijk is het als een paard slechts deels geschoren is: de niet geschoren gedeeltes zullen te warm zijn en de geschoren gedeeltes te koud. Ditzelfde geldt voor dekens: niet bedekte gedeeltes raken onderkoeld en bedekte gedeeltes oververhit.

### Beweging
Gemiddeld leggen wilde paarden zo’n 15 tot 25 km per dag af, al grazend. Een paard dat in een box leeft en een uur per dag bereden wordt, beweegt hooguit een paar kilometer per dag. Deze beweging is dan ook nog eens geconcentreerd in een klein deel van het etmaal. Met andere woorden; beweging is niet verspreid over het hele etmaal. Dit leidt tot verminderde doorbloeding van het hele paard, dus ook de hoeven en botafbraak als gevolg van deze verminderde doorbloeding. Een paard mag onder de ruiter ook zelden een natuurlijke houding aannemen. Een verzameld dressuurpaard wordt in een onnatuurlijke houding gedwongen, net als IJslanders die met opgeheven hoofd moeten tölten.

### Voeding
De voedselopname is vrijwel continu door constant grazen. Paarden die twee à driemaal per dag worden gevoerd, hebben niet alleen pijnlijke honger (die kan resulteren in luchtzuigen, kribbebijten etc), maar lopen ook het risico op darm- en maagproblemen (maagzuur, koliek etc). Ook tandproblemen kunnen worden veroorzaakt doordat er te weinig speeksel wordt aangemaakt waarmee de tanden worden beschermd. Bovendien zitten in krachtvoer vaak suikers. Een opgestald paard dat zich tussen de maaltijden te goed doet aan stro kan hiermee de lever beschadigen; bij het verteren van grote hoeveelheden stro worden ammoniakcomponenten (ammonia en ammonium) in de darmen gevormd dat via de darmwand en het bloed de lever bereikt.

### Lichaamshouding
Een paard kent geen vast dag- en nachtritme, zoals de mens. Paarden slapen ongeveer vier tot zes uur verdeeld over het hele etmaal. Het grazen wordt op verschillende momenten onderbroken voor korte periodes van rust die van een paar minuten tot een half uur duren, met uitzondering van veulens die langer kunnen slapen. Paarden slapen veelal staand; ze gebruiken nauwelijks energie om rechtop te staan. Dit komt doordat de gewrichten van het been in een bepaalde hoek gefixeerd kunnen worden.
Wanneer het paard het hoofd laag heeft, draagt de voorhand het meeste gewicht en de tenen dragen meer gewicht dan de hielen van de hoef, maar ook wanneer het paard in stap of in draf beweegt blijft het hoofd laag en wordt het hoofd niet hoger gedragen dan de eigen schoft.
Traditioneel opgestalde paarden zullen hun hoofd grote delen van het etmaal omhoog hebben, omdat ze met het hoofd omlaag in de box geen soortgenoten kunnen zien. In een box zullen ze hun hoofd vaak over de boxdeur houden om oogcontact te hebben met andere paarden. Hierdoor verschuift het zwaartepunt van het paard in zijn lichaam, maar ook in zijn hoeven.
Ook het eten uit voerbakken of ruiven leidt tot problemen, deze staan meestal niet op de grond. Met het hoofd laag zijn de luchtpijp en slokdarm vrij, ruim en lopen in één lijn door. Met opgeheven hoofd ontstaat een bocht in de luchtpijp en slokdarm waardoor het paard zich sneller kan verslikken en voedsel blijft hangen.

### Contact hoeven met water en vet en olie
In het wild hebben paarden dagelijks meerdere malen contact met water met hun hoeven: tijdens het drinken in meertjes, het lopen over natte ondergronden, regen en dauw (vrijwel elke ochtend aanwezig). Hoeven van traditioneel opgestalde paarden komen hooguit enkel malen per week in contact met water, bij het afspuiten van het (bezwete) paard. Absorptie van water maakt de hoeven elastisch en soepel, dat op zijn beurt overmatige slijtage voorkomt. Vergelijk het maar met een natte spons die je over straat ‘schraapt’ en een harde opgedroogde spons die je over straat schraapt.
Bij opgestalde paarden drogen de hoeven uit, doordat er in boxen, rijbakken, paddocks et cetera geen water aanwezig is. Bovendien onttrekken veel bodembedekkers in stallen vocht aan de hoef, omdat ze ontwikkeld zijn om zo veel mogelijk urine op te nemen. Uitgedroogde/droge hoeven slijten sneller en zijn minder elastisch, kunnen daardoor ook minder goed schokken absorberen en het hoefmechanisme wordt hierdoor aanzienlijk verminderd. Bij veel paarden wordt ook nog eens de hoef wekelijks met vet of olie ingevet. Olie en vet stoten water af en zo zal de hoef nog sneller uitdrogen. Daarom is het ook slim dat als je de hoeven gaat invetten, eerst water over de hoef te spuiten en dan pas de olie of het vet erop. Daardoor blijft het water tussen de olie en vet zitten en kan het in de hoef trekken.

### Rustplaatsen
Rustplaatsen van paarden in de natuur zien er in de ogen van mensen weinig comfortabel uit: geen dak, geen zachte ligplaats, weinig beschutting etc. Echter, paarden zijn prooidieren die zich niet verschuilen, hun leven hangt af van het snel kunnen wegrennen van het roofdier. Júist als zij slapen is het belangrijk dat ze de omgeving goed kunnen overzien en hun soortgenoten goed kunnen zien, omdat die op wacht staan. Paarden kiezen uit zichzelf als beschutting vaak de helling van een heuvel op of gaan een bos binnen wanneer zij last hebben van insecten. Wind en frisse lucht zijn altijd aanwezig. In veel stallen is te weinig luchtcirculatie. Behalve met opsluiting wordt een paard in een box ook nog geconfronteerd met verveling waaruit weer allerlei stal’ondeugden’ ontstaan. Het feit dat een paard min of meer gehoorzaam in zijn stal staat, zegt alleen iets over dat het paard weet waar het z’n eten kan vinden en het feit dat zijn instinct kan worden onderdrukt.

### Ondergrond voor hoeven
In het wild komen hoeven in aanraking met verschillende ondergronden, hard en onregelmatig. Opgestalde paarden staan een groot deel van de dag op zachte bodembedekking in hun box (stro, vlas, zaagsel etc) en veel bodems van rijhallen en rijbakken zijn ook van zacht materiaal. Hoeven ondervinden hier te weinig slijtage en tegendruk.

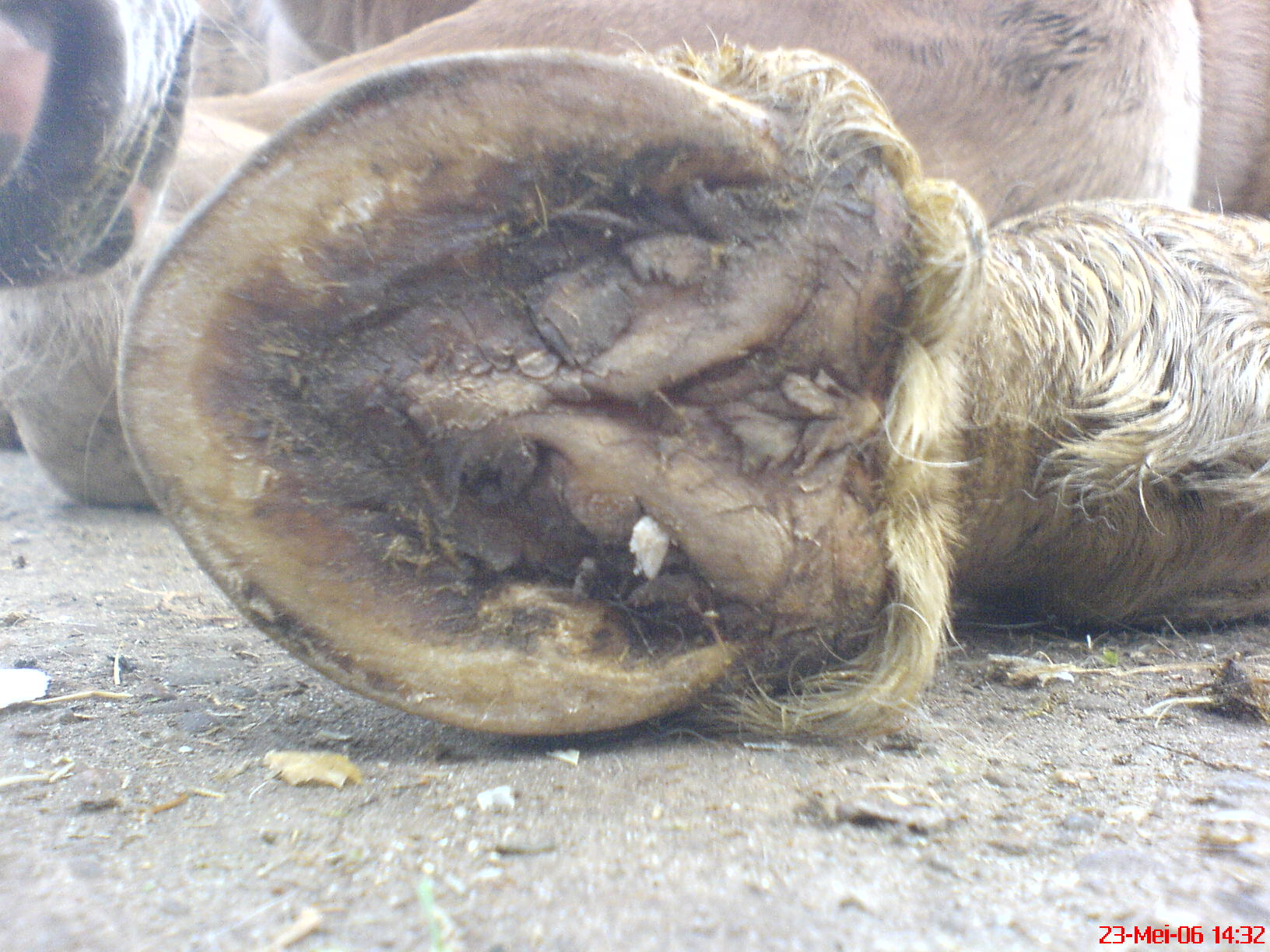
Foto van een veulenhoef die dagelijks contact heeft met harde ondergrond

### Sociale contacten met andere paarden
Paarden in het wild leven in kuddeverband. Een paard alleen is ten dode opgeschreven. De kudde biedt bescherming, verzorging en sociale contacten. Bij traditioneel opgestalde paarden, worden paarden gefrustreerd in hun behoefte aan sociaal contact. Boxen worden gescheiden door tralies of dichte zijwanden en kunnen elkaar niet overal aanraken en besnuffelen. Ook ‘groomen’, net zo belangrijk als ‘vlooien’ bij apen voor het onderhouden van sociale contacten, wordt onmogelijk gemaakt. Veulens worden afgespeend in plaats van dat zij zich langzaam in de kudde losmaken van hun moeder. Een paard moet soortgenoten kunnen zien, aanraken, ermee spelen en omgaan. Als aan deze voorwaarden niet voldaan is, zal de lichamelijke en geestelijke gezondheid eronder leiden. Seksueel contact wordt gefrustreerd omdat het normale proces van ‘elkaar het hof maken’ niet toegestaan wordt. Hengsten wordt hun sperma kunstmatig afhandig gemaakt op een kunstmerrie die zij dekken. Het sperma wordt vervolgens ingebracht bij de merrie zonder dat de hengst hier nog aan te pas komt. In de gevallen waarbij nog wel gedekt wordt, is het contact met de hengst vaak maar kort en is er vaak sprake van een gedwongen dekking waarbij de merrie vastgebonden wordt. Uit recente wetenschappelijke onderzoeken blijkt dat dergelijke dekkingen traumatisch zijn voor de merrie.

### Bescherming
Afgezien van opgedroogde modder (insectenwerend) kan het paard zich in de natuur nergens mee bedekken. Onder ‘omgevingstemperatuur’ is al vermeld welk effect scheren en dekens hebben op warmtehuishouding van een paard.

## Schadelijke effecten van hethoefijzer
1. Gebrek aan slijtage, de hoef wordt langer dan in de natuur
2. Hoogfrequente trillingen door het neerkomen van ijzers op harde ondergrond vernietigen haarvatenweefsel in de hoef
3. Verminderd hoefmechanisme
4. Vermindering van de natuurlijke schokabsorptie met 70 tot 80%. Een beslagen paard dat op straat stapt ondervindt driemaal de impactkrachten dat een onbeslagen paard ondervindt in draf. Dit speelt een rol bij artrose, verbening etc
5. Beperking van beweeglijkheid van de zool, met als gevolg kneuzingen van de zool.
6. Nagels doorboren de hoornschoen, verstoren de isolerende functie en langs de nagelgaten kunnen bacteriën en schimmels de hoef binnendringen
7. Groter gevaar op (zelf)verwonding bij aantrappen of klappen van andere paarden
8. Gewicht van het ijzer verandert de vliedende kracht bij bewegingen
9. Verstoorde afwikkeling van de voet bij beweging, wat leidt tot overbelasting en of verbening van hoefkraakbeen
10. Versmalling van de hoef
11. Veranderde grip op de ondergrond (hoefijzer is gladder, of juist stroever met kalkoenen)
12. ‘Orthopedisch’ beslag met zooltjes, balken etc belemmeren de doorbloeding nog meer en veroorzaken nog grotere ongevoeligheid in de hoef en blokkeren zo de pijn. Dit geeft de indruk dat ‘orthopedisch’ beslag genezend werkt.

Het dragen van hoefijzers wordt als een lapmiddel uit de Middeleeuwen beschouwd, waarmee de slechte hoefkwaliteit die zijn ontstaan door slechte levensomstandigheden te maskeren en het paard toch nog bruikbaar te maken. H. Strasser redeneert dat het wegnemen van slechte levensomstandigheden hoefproblemen kan voorkomen en zelfs kan bijdragen tot genezing van veel hoef- en been problemen.
Alexander de Grote met zijn cavalerie en moderne nomadenstammen zijn in staat (geweest) enorme afstanden af te leggen zonder hoefijzers over ruige ondergrond.

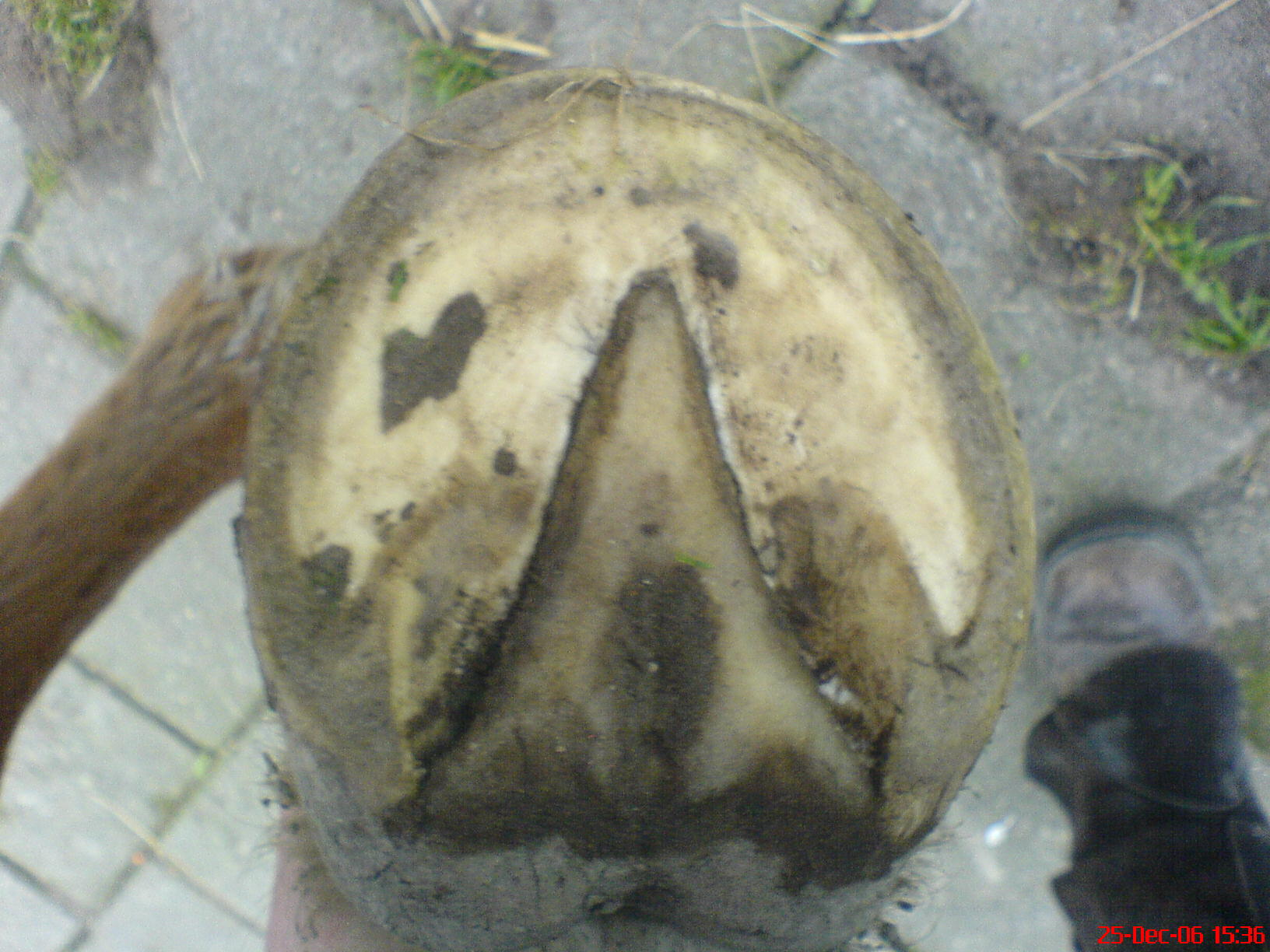
Foto van een hoef van een vierjarig paard dat nooit beslagen is geweest en toch probleemloos dagelijks enkele kilometers over asfalt gereden wordt

## Strasserbekapping
Naast zo natuurlijk mogelijke levensomstandigheden, waarbij een paard zo veel mogelijk ruimte heeft, veel beweging, continu aanbod van ruwvoer, een open schuilgelegenheid, gezelschap van andere paarden, harde ondergrond etc is het belangrijk om de hoef vaak te trimmen om natuurlijke slijtage na te bootsen als de slijtage van de hoef niet voldoende of eenzijdig is. Op asfalt slijt bijvoorbeeld alleen de hoefwand en niet de zool. Hoeven verschillen per paard, ras en functie (voor- en achterhoef), hier moet rekening mee worden gehouden. De ballen bij de hielen van het paard moeten ongeveer zo’n 3 tot 4 cm dik zijn, afhankelijk van het ras. Steunsels moeten slechts een paar millimeter boven het niveau van de zool uitsteken en zijn nooit langer dan de wanden. De straal wordt getrimd tot het niveau van de wand in de achterste helft van de voet.

### Hoefbeen parallel aan de grond
Het hoefmechanisme functioneert optimaal wanneer het hoefbeen parallel aan de grond loopt. Aan de buitenkant is de stand van het hoefbeen af te lezen door de hoek te meten die de kroonrand maakt met de grond. Alleen als die 30 graden is, is het hoefbeen parallel aan de grond. Bij de meeste traditioneel bekapte paarden is deze hoek vaak veel kleiner en worden bij een Strasser bekapping in zo’n geval de verzenen verlaagd. De teen is vaak te kort en wordt dus ook in eerste instantie niet bekapt.

### Geen mustangroll
Een paard dat op zachte bodem leeft, heeft een relatief scherpe hoefwand nodig voor onder andere tractie (grip). Een mustangroll (bekend uit het natuurlijk bekappen) wordt dan ook niet toegepast bij paarden die leven op een zachte ondergrond. Vrijwel alle paarden in Nederland leven op zachte grond (weiland).

### Verlagen van deverzenen
“..Het is een misvatting dat binnen de Strasser Methode altijd alle paarden in een andere stand worden gezet. Wel wordt bij ieder paard gestreefd naar vier hoeven die in balans zijn. Daarbij kan het nodig zijn een standverandering te bewerkstelligen. In de meeste gevallen betreft het dan verlaging van de verzenen. Het aardige is dat je in bijna alle gevallen ziet dat een paard na verlaging van de verzenen prettiger loopt dan voordien, soms zelfs meteen! Dat is wel te verklaren. Wanneer een paard te hoog op de verzenen staat, staat er te weinig spanning op de pezen. Deze zouden dan slap gaan hangen, waardoor het paard omvalt. Om dit te voorkomen wordt de slapte in de pezen gecompenseerd door de spieren hogerop in het been (paarden hebben immers geen spieren in hun onderbenen). Deze worden voortdurend aangespannen om te voorkomen dat het paard omvalt. Verlaag je in zo’n situatie de verzenen, dan zie je vaak een onmiddellijke ontspanning in bijvoorbeeld de schouder en hals en een paard dat ruimer en meer ontspannen wegloopt..”

### Hoefproblemen
Bij paarden met hoefproblemen is het niet het doel het paard zo snel mogelijk weer bruikbaar te maken, maar om de onderliggende ziekte die de kreupelheid veroorzaakt weg te nemen. Bekende hoefproblemen waar Strasser een andere visie op heeft dan de traditionele (evenmin op wetenschappelijk bewijs gestoelde) zienswijze:
1. witte lijn ziekte/ losse wand
2. scheuren in de wand
3. hoefbevangenheid (hoefbeen weer parallel aan grond door bekappen en wijzigen voeding in plaats van stalrust, beslag en medicijnen)
4. verbening van hoefkraakbeen
5. hoefkatrolontsteking
6. gevoeligheid (geen kwestie van te dunne zolen, maar veroorzaakt door ontstoken zoollederhuid)

## Geraadpleegde bronnen
1. ↑  (en) Henry Heymering, The Strasser Method Trim Considered. Anvil Magazine (2002). Geraadpleegd op 19 april 2019.
2. ↑  
K. Drost, Vrijruiter, NVVR, december 2005

- H. Strasser (1999) Shoeing: A necessary Evil?, ISBN 0-9685988-2-X
- H. Strasser (2000) 'Een paardenleven lang gezond.', vertaling uit het Engels: A lifetime of Soundness